# Região Geográfica Imediata de Passos

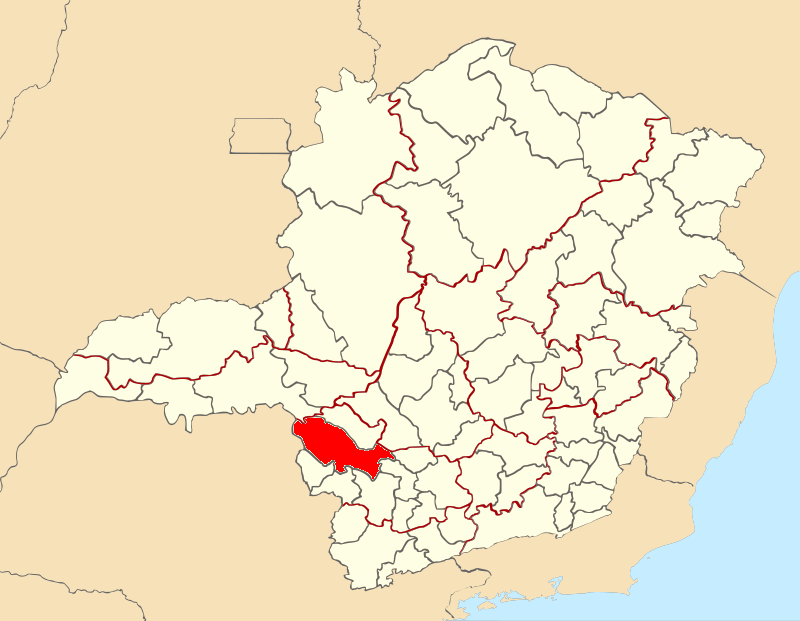
Região Geográfica Imediata de Passos.

A Região Geográfica Imediata de Passos é uma das 70 regiões geográficas imediatas do Estado de Minas Gerais, uma das dez regiões geográficas imediatas que compõem a Região Geográfica Intermediária de Varginha e uma das 509 regiões geográficas imediatas do Brasil, criadas pelo IBGE em 2017.

## Municípios
É composta por 15 municípios:
- Alpinópolis
- Bom Jesus da Penha
- Capetinga
- Carmo do Rio Claro
- Cássia
- Claraval
- Delfinópolis
- Fortaleza de Minas
- Guapé
- Ibiraci
- Itaú de Minas
- Passos
- Pratápolis
- São João Batista do Glória
- São José da Barra

## Estatísticas
Tem uma população estimada pelo IBGE para 1.º de julho de 2017 de 267 443 habitantes e área total de 8 582,974 km².